# Noč dolgih nožev
Noč dolgih nožev (nemško: ) je ime za aretacijo in poboj pripadnikov SA v noči s 30. junija na 1. julij 1934, ki so ga izvedle enote Schutzstaffel. Ime je akcija dobila po refrenu ene najbolj priljubljenih koračnic SA . To koračnico so pripadniki rjavosrajčnikov (kot so se imenovali pripadniki SA) prepevali za uvod v množične pretepe. Refren se je glasil: »Nabrusili bomo dolge nože na robovih pločnikov.« Pokol vodij SA je zato dobil ime noč dolgih nožev. V akciji je življenje izgubilo najmanj 85 ljudi, skupno pa naj bi jih po množičnih aretacijah pobili še več sto.

## Začetki SA
Na začetku politične kariere je Hitler opazil, da so levičarji veliko bolj organizirani od drugih, saj so imeli na različnih zborovanjih vedno skupino privržencev, ki je motila tovrstne zbore in ustrahovala pripadnike nasprotnih strank. Hitler je takrat sklenil, da bo tudi sam ustanovil skupino, ki bo delovala na podoben način.
Hitler je v svojih govorih, v katerih se je predstavil kot pripadnik nacistične stranke, govoril v glavnem o maščevanju vsem »izdajalcem« – komunistom, socialdemokratom, »rdeči sodrgi« nasploh, liberalcem, plutokratom, vojnim dobičkarjem in skrivačem, ki naj bi nemški vojski med prvo svetovno vojno zarili nož v hrbet, najbolj pa se je spravil na Jude. Obsojal je tudi bavarske separatiste, prostozidarje in seveda zmagovite antantne sile. V strahu pred maščevanjem napadenih, so mu v stranki organizirali nekakšno osebno stražo, katere udarno jedro so bili: Ulrich Graf, Emile Maurice in Christian Weber, ki so bili vsi po vrsti prekaljeni pretepači in delikventi. Trije pretepači pa, seveda, ne bi zadostovali za večje spopade, zaradi česar je Hitler ustanovil posebno »športno in telovadno društvo«, dolžnost njegovih pripadnikov pa je bila, da se urijo v vseh mogočih vojnih veščinah, predvsem borilnih, na skrivaj pa tudi z orožjem. Kmalu pa so pripadniki teh društev na zborovanjih svoje stranke skrbeli za red. Hitler jih je kmalu krstil za Sturm Abteilungen (jurišni oddelki) ali na kratko SA.
Oddelki so se postopno krepili, vanje pa so vstopali ljudje zelo različnih slojev. Zlasti dva nova pripadnika sta postala za SA odločilnega pomena, nekdanji stotnik Hermann Göring in aktivni stotnik Ernst Röhm. Prvi je bil nekoč aktivni častnik in vojni pilot, letalski as in je letel s slavnim »rdečim baronom« Manfredom von Richthofnom, po njegovi smrti pa je celo prevzel njegov lovski polk. Hitler ga je zato ob vstopu v stranko hitro postavil za vodjo SA.
Röhm je v nasprotju z večino nekdanjih oficirjev izhajal iz revne družine, bil pa je inteligenten in sposoben, zato so ga obdržali v zmanjšani nemški armadi. Zadolžen je bil za oskrbovanje in organiziranje ilegalnih vojaških organizacij. Röhm je spoznal Hitlerja že leta 1920 in čeprav je bil vojak, je na skrivaj postal član njegove stranke.

## Pivniški puč
Novembra 1923 je imela SA že kakšnih 3000 članov. Ob peti obletnici konca vojne pa je Hitler sklenil, da bo v Münchnu organiziral puč. Skupaj z Röhmom, Göringom in nekdanjim cesarskim generalom Ludendorffom, ki ni bil nacist, ampak jim je le posodil svoje ime, so sklenili, da bodo v pivnici Burgerbraukeller aretirali bavarsko vlado s predsednikom von Kahrom na čelu, naslednji dan s SA zasedli München, nato pa ob podpori vseh nacionalistično čutečih državljanov v slogu Mussolinija odkorakali proti Berlinu. Tako imenovani pivniški puč je spodletel, v streljanju je padlo 16 nacistov in trije policisti. Göring je bil ranjen, Hitler, Ludendorff, Röhm in nekaj ducatov somišljenikov pa so bili aretirani. Postavili so jih pred sodišče, kjer je bil Hitler obsojen na pet let zapora, preostala dva pa so oprostili.
Medtem ko je Hitler sedel v zaporu, so začeli  njegovi tovariši na novo postavljati stranko na noge. Na severu Nemčije sta bila to brata Strasser, Georg in Otto. Prvi, vojni veteran, po poklicu lekarnar, je postal organizacijski vodja stranke, Otto pa je bil novinar. Stranki sta se pridružila tudi inženir agronomije Heinrich Himmler ter filozof Joseph Goebbels. Hitler je po enem letu prišel iz zapora, ker je obljubil, da se bo vzdržal nadaljnjega delovanja. Medtem so se v stranki vneli notranji boji. Brata Strasser in Goebbels so bili radikalci in so resno pojmovali socializem v imenu stranke. Dosledno so zagovarjali podržavljenje velekapitala, veleposesti in velike industrije, Himmler in Göring, ki se je medtem vrnil iz Švedske, kamor je ranjen po propadlem puču pobegnil, pa sta zagovarjala povezavo z desnico. Hitlerju je nekako le uspelo pomiriti razgrete strasti in poenotiti stranko pred volitvami leta 1928, ki pa so bile za stranko veliko razočaranje. Kriza v državi je bila v glavnem odpravljena, ljudje so upali, da bo država začela normalno delovati, in v tem trenutku ekstremistom niso bili naklonjeni. Hitler je zato stranko reorganiziral. Najprej je ločil strankino levico, Goebbelsa je poslal za gauleiterja (strankinega pokrajinskega vodjo) v »rdeči« Berlin, ki je bil socialdemokratska trdnjava, Georga Strasserja je obdržal za organizacijskega vodjo, Otto pa je šel v strankin časopis. Na novo so organizirali tudi SA, tokrat čisto po vojaškem vzorcu, saj je imela v tem trenutku že nekaj deset tisoč pripadnikov, zato je potrebovala vojaško hierarhijo.

## Ustanovitev SS
Velikost SA je pomenila, da organizacija ni bila več v stanju nuditi enake zaščite vodstvu stranke, kot jo je v začetkih njenega delovanja. Zato je Hitler ustanovil novo organizacijo, SS. Kratica pomeni zaščitni oddelek (nemško Schutzstaffel).
Organizacija je bila podrejena šefu štaba SA, čini in struktura so bili v glavnem enaki, le razvijala se je nekoliko avtonomno in vzporedno. Tudi merila za pristop so bila malce drugačna. SS je bila zbir zvestih, fanatičnih  Hitlerjevih privržencev, vsak je moral biti rasno čist, brez kakršnekoli sledi slovanske ali celo judovske krvi, svetle oči in lasje so bili skoraj obvezni. Za SS je bila določena tudi potrebna višina, telesno pomanjkljivi ali kandidati z dedno boleznijo v družini, niso mogli postati člani. Himmler je dobil naslov državni vodja SS (Reichsführer SS), in je bil glavni odgovoren za to gardo stranke.
Pripadniki te organizacije so morali ubogati vsak ukaz, biti skrajno brezobzirni z drugimi, a med seboj tovariški. Mrtvaška glava na njihovih kapah je pomenila zavezanost vodji in tovarišem do smrti, na ovratnikih pa so nosili znak SS, ki izhaja iz starogermanske mitologije in v runski pisavi pomeni dvojno zmago. Moto SS je bil: »Moja čast je moja zvestoba.« (nemško Meine Ehre heisst Treue)

## Nova kriza
Leta 1929 je na Wall Streetu prišlo do borznega zloma. Začela se je gospodarska kriza, v kateri je nemško gospodarstvo, ki si je komaj opomoglo, spet začelo propadati. Brezposelnih je bilo vedno več, to pa je izkoristil Hitler, ki je krivdo za vse skupaj pripisal judovski zaroti in vladi ter obljubljal ljudstvu, da bodo nacisti napravili državo in gospodarstvo spet trdna in da bo država postala steber Evrope. S takim programom je stranka, ki je vsak dan dobivala nove člane, nastopila na volitvah leta 1930.
Na volitvah so nacisti dobili 6 milijonov glasov in 108 parlamentarnih sedežev ter postali druga največja stranka v parlamentu. Nadaljevanje gospodarske krize in notranji razdor v državi je zahteval tudi prve žrtve. V spopadih med komunisti in pripadniki SA je vsak dan umrlo več ljudi. V Hamburgu ob neki priložnosti kar 118.

## Varnostna služba
Leta 1932 so bile na sporedu volitve za predsednika republike, pozneje pa tudi ponovne parlamentarne volitve. Spomladi leta 1932, tik pred volitvami, je imela SA že 2.500.000 članov – petindvajsetkrat več kot redna nemška vojska, od tega je imela SS skoraj 50.000 mož. Himmler in Hitler sta ustanovila še eno novo organizacijo. Ustanovljena je bila SD (Sicherheitsdienst, varnostna služba), z nalogo zbirati poročila o strankinih sovražnikih, pomembnih ljudeh v državi, disidentih v lastnih vrstah, pa tudi simpatizerjih ali nasprotnikih v tujini. Vodja SD je postal Reinhard Heydrich, aktiven častnik vojne mornarice, ki je po zapletih z nekim dekletom ostal brez službe, pred tem pa je deloval v mornariškem obveščevalnem oddelku.
Na predsedniških volitvah je z 19 milijoni glasov zmagal feldmaršal Paul von Hindenburg, ki je bil med prvo svetovno vojno poveljnik vojske, potem pa je bil 1925 izvoljen za predsednika. Hindenburga so podprli socialdemokrati, cerkev, liberalci. Hitler je dobil več kot 13 milijonov, komunistični kandidat pa malo manj kot štiri milijone glasov. Novi predsednik nemške vlade je za kratek čas prepovedal SA. Hitler je zahteval, naj strankini člani to spoštujejo, potem pa kanclerja Brüninga, sicer člana katoliške stranke, obtožil pristranskosti, ker ni prepovedal tudi drugih polvojaških organizacij. Na parlamentarnih volitvah so nacisti dobili 13 milijonov glasov in 230 sedežev v parlamentu, dovolj, da so zrušili Brüninga. Hindenburg je za novega mandatarja za sestavo nove vlade izbral Franza von Papna. Papnova vlada pa je kmalu padla, saj so v parlamentu skoraj soglasno glasovali pri njej. Sledil je spor med Strasserjem in Hitlerjem in Strasser je, kot pred njim že njegov brat, izstopil iz stranke. Hindenburg je decembra imenoval Schleicherja za novega mandatarja, a v slabih dveh mesecih je tudi ta vlada padla. Naslednji mandat je 30. januarja 1933 dobil Hitler.
SA je spet dobila moč in začela z maščevanjem nad tistimi, ki so jih nekoč zasmehovali, njihove vrste pa so štele že preko 3,5 milijona pripadnikov in se je počasi začela oblikovati v nekakšno pomožno policijo. V noči 28. februarja 1933 je zagorel nemški parlament, nacisti so za požig obtožili komuniste in naslednji dan začeli s preganjanjem in aretacijami.
Prvega aprila je SA organizirala bojkot židovskih podjetij. Za prvi maj pa so Nacisti v Berlinu organizirali veliko proslavo in nanjo povabili vse predstavnike sindikatov. Naslednji dan sta SA in SS zaprli vse sindikalne funkcionarje v Berlinu in drugih mestih ter zasegli sindikalne prostore in fonde. Od tega trenutka naprej so bili dovoljeni le nacistični sindikati. Hermann Göring, ki je bil med drugim predsednik in notranji minister pruske vlade, je medtem organiziral Gestapo, tajno politično policijo, vendar jo je kmalu predal Himmlerju. Himmler je medtem zavzel policijske uprave v vseh pokrajinah v Nemčiji ter nastavljal na delovna mesta pripadnike SS, ki so kmalu prevzeli tudi novoustanovljeni gestapo. Gestapo, policija in SD so se združili v glavni urad za varnost rajha, neposredno mu je poveljeval Heydrich, vsi skupaj pa so bili s SS vred podrejeni Himmlerju.
SA je počasi začenjal od vlade zahtevati izredne pristojnosti za »zaščito države«, proti čemur je v parlamentu glasovalo le nekaj socialdemokratov. SA je po tem organizirala lov na še preostale komuniste in socialdemokrate ter začela odpirati koncentracijska taborišča, večinoma neuradna. V strahu pred porastom moči SA pa sta Göring in Himmler prepričala Hitlerja, da je Hitler vodenje taborišč prepustil Himmlerju. Röhm je v tistem trenutku postajal malo premočan. Junija 1933 so zaradi pritiskov nehale delovati vse druge politične stranke, tudi nacionalisti, njihovi polvojaški odredi, jeklene čelade, pa so postali rezervne enote SA.

## Porast vpliva SA
Z izginotjem opozicije je v državi tako rekoč izginil notranji sovražnik, kar je spodbudilo SA, da je zahtevala, da se izvede druga revolucija, v kateri bi obračunali še s kapitalisti, buržuji, oficirji, člani SA pa bi za nagrado prevzeli njihova mesta. Hitler jim ni ugodil, saj se je bal, da bo s tem povzročil spopad med vojsko, ki bi jo Hindenburg prav gotovo poklical na pomoč pri vzdrževanju reda, in svojimi enotami. Zavedal se je, da za svoje nadaljnje načrte potrebuje tako vojsko kot močno industrijo, ki bo pomagala pri vojni, za katero je pripravljal Nemčijo. 
Röhm in SA so se začeli počutiti ogoljufane in bili so pripravljeni, da prej ali slej to krivico popravijo. Pripravljeni so bili odstraniti tudi nekatere sporne ljudi v stranki. Göring, Himmler in Heydrich so se zavedali, da ciljajo tudi na njih, zato so pripravili protiudar. Začeli so zbirati dokaze o ekscesih, finančnih mahinacijah, spolnih izpadih Röhma in njegovih ožjih sodelavcev. Navezali so stike z reakcijo in jo prepričali, da je ta del stranke zašel v napačne vode in da ga je treba odstraniti.
Hitler je medtem imenoval Röhma za ministra brez listnice v vladi, da bi ga malo pomiril, vendar je Röhm kmalu spet izbruhnil. Začel je pripravljati teren, da bi se vojska in SA združili, kar bi pomenilo, da bi SA vojsko požrla, vse skupaj pa bi vodili Röhm in ostali vodje SA. Vodja SA Karl Ernst, na primer, je sicer v Berlinu res imel 80.000 mož, a za generale v vojski ni bilo sprejemljivo, da bi jih vodil človek, ki po poklicu sploh ni vojak. Röhm je poleg združitve predlagal še, da bi bile novemu vojnemu ministrstvu, ki bi poveljevalo »ljudski vojski« (v kateri bi bili združeni redna vojska in SA), pridružene še SS in nacistični šoferski korpus ter še vse nemške strelske zveze in klubi, veteranske organizacije, organizacije za predvojaško vzgojo mladine, služba za delovno obveznost, civilna zaščita, gasilci, minister pa bi bil seveda on.

## Trenja med vojsko in SA
V naraščajočih nesoglasjih med vojsko in SA je bil Hindenburg trdno na strani vojske, vendar ni upal preveč drezati v to organizacijo, ki bi lahko ob izbruhu nasilja Nemčijo pahnila v državljansko vojno. V izogib temu so se predstavniki oblasti in SA dogovorili, da bo SA vodila predvojaško vzgojo in delovala kot obmejna zaščita, vojska pa ostaja edina redna oborožena sila. Hitler se je medtem skušal dogovoriti z vojsko, da ga bo podprla v imenovanju za predsednika tako države kot vlade, ko Hindenburg umre. To je dosegel na sestanku z generali, ki so obljubili da, pod pogojem, da obrzda SA in zagotovi neodvisnost vojske, dobi njihovo podporo. Hitler in vojni minister von Blomberg sta potrdila dogovor. Poleg tega je moral Hitler pomiriti tudi tujino, ki jo je krepitev paravojaštva v Nemčiji močno skrbela. Francoskemu veleposlaniku je na sestanku zagotovil, da bo SA zmanjšal za tretjino.
Prvi konkretni dogovor, ki je nakazoval, kaj se bo zgodilo z SA je bil sklep, da bo Hitler SA v mesecu juliju poslal na dopust, hkrati pa so se začeli kovati tajni načrti o uničenju te organizacije, ki so potekali v mesecu juniju med Hitlerjem, Göringom, Himmlerjem in Heydrichom. Hkrati je Hitler v tajnosti v vojski razglasil bojno pripravljenost. Akcija naj bi stekla 30. junija zvečer, ko naj bi se Hitler v Münchnu udeležil posveta SA, na katerem naj bi bili tudi vsi veljaki te organizacije.

## Noč dolgih nožev
Hitler je v München prispel na dogovorjeni datum in z enotami, ki jim je poveljeval esesovski Obergruppenführer Sepp Dietrich, v Münchnu aretiral tamkajšnjega poveljnika SA. Skupina pripadnikov SS je potem odhitela na železniško postajo, kjer so že zajeli vse visoke častnike jurišnikov, ki so šele prihajali na posvetovanje, Hitler sam pa se je z večino esesovcev napotil v Bad Wiessee. Hitler je osebno aretiral Röhma, njegovega namestnika, šlezijskega komandanta SA, obergruppenführerja Heinesa, pa so izvlekli iz postelje skupaj z ljubimcem in oba takoj ustrelili. Preostale visoke častnike so odpeljali v münchenski zapor, kjer so jih čakali v Münchnu aretirani kolegi. Vsi so bili postavljeni pred strelski vod, vodja usmrtitev pa je bil Sepp Dietrich.
Akcija je istočasno potekala tudi v Berlinu, častnike SA so tudi tu vodili v skupinah na strelišče. Vodjo berlinske SA Ernsta so prestregli na poti na medene tedne, ga odpeljali v Berlin in ustrelili. Gestapo je medtem poiskal tudi Georga Strasserja, ga aretiral, v zaporu pa ga je lastnoročno ustrelil Heydrich. Georgov brat Otto je imel več sreče, saj se je pravočasno umaknil v tujino. Von Papen je bil priprt, v svoji pisarni je bil ubit vodja katoliške akcije Erich Klausener, ministrski direktor v ministrstvu za promet, med kosilom pa so morilci presenetili v domači hiši nekdanjega kanclerja von Schleicherja. Skupaj z ženo so ga ustrelili. Pred domačimi vrati je bil ustreljen tudi general von Bredow, tesni Schleicherjev sodelavec.
Med vsesplošnim maščevanjem so padale tudi nedolžne žrtve. Esesovci so po pomoti ustrelili uglednega glasbenega kritika Willa Schmidta, ki so ga zamenjali za pripadnika SA z istim imenom. Brutalno so ubili tudi starega von Kahra, ki je nekoč »pokvaril« pivniški puč, umorjen je bil celo Bernard Stempfle, nekdanji duhovnik, ki je v tistih prvih dneh bojev za oblast celo pomagal Hitlerju pri izdaji knjige Mein Kampf. Uradno naj bi v noči dolgih nožev umrlo okoli 70 ljudi, neuradno pa se ta številka vrti okoli 1000. Zadnji je prišel na vrsto Röhm. Hitler ga je namreč hotel pomilostiti, a so ga sodelavci prepričali, naj gre do konca. Zrušenemu vodji SA so ponudili pištolo, da stori častni samomor, vendar je odklonil. Potem sta v zaporniško celico, kjer je bil zaprt, vstopila komandant koncentracijskega taborišča Dachau Theodor Eicke in njegov pomočnik ter nekdanjega šefa SA ustrelila.

## Epilog
V Nürnbergu so bili SA, SS, SD in gestapo obtoženi kot zločinske organizacije. SA je bila oproščena, saj po mnenju sodnikov po 30. juniju 1934 ni imela nobene omembe vredne vloge več. Preostali trije pa so bili spoznani za krive, kar je pomenilo, da je bilo kaznivo dejanje že članstvo. Izvzeti so bili le tisti, ki so že pred začetkom vojne izstopili iz njihovih vrst ali pa bili mobilizirani prisilno, vendar je bilo takih zelo malo.